# John Stevenson
John Stevenson (1958, Londres, Inglaterra) é um animador e cineasta britânico. Como reconhecimento, foi nomeado ao Oscar 2009 na categoria de Melhor Filme de Animação por Kung Fu Panda.

## Vida e carreira
Em 2009, Stevenson foi indicado ao Oscar com Mark Osborne na categoria de Melhor Filme de Animação por Kung Fu Panda e ganhou o Prêmio Annie com Osborne por Direção em Produção de Longa-metragem.
Durante 2011-12, Stevenson dirigiu um curta-metragem de animação de seis minutos para a The Coca-Cola Company, produzido por Ridley e Tony Scott, chamado The Polar Bears.
Desde 2012, Stevenson dirigia para a Rocket Pictures uma sequência de Gnomeu e Julieta (2011), intitulada Sherlock Gnomes, o filme foi lançado em 23 de março de 2018 com recepção negativa. 
Stevenson foi originalmente definido para trabalhar como diretor de um filme baseado no personagem criado pela Mattel, He-Man e os Mestres do Universo. Ele também foi anunciado como diretor de vários projetos como We3, Alien Rock Band e Rotten Island.

## Filmografia

### Filmes
| Ano  | Título                                 | Notas   |
| ---- | -------------------------------------- | ------- |
| 2008 | Kung Fu Panda                          | Diretor |
| 2018 | Gnomeu e Julieta: O Mistério do Jardim | Diretor |

## Ligações-externas
- John Stevenson. no IMDb.
- John Stevenson no AdoroCinema